# Attila Csihar
Attila Gábor Csihar (Budapest, 29 marzo 1971) è un cantante e chitarrista ungherese.

## Biografia
Ha iniziato la carriera musicale con i Tormentor nel 1985. Ha poi preso il posto del defunto vocalist Dead nei Mayhem ed è principalmente ricordato per aver cantato nel loro album più noto, De Mysteriis Dom Sathanas. Ha militato in seguito nel gruppo black metal italiano Aborym e nel progetto Plasmapool: ha inoltre collaborato più volte con i Sunn O))). Tra il 2003 e il 2004 entra a far parte dei Keep of Kalessin, band epic black metal norvegese, venendo poi sostituito dall'attuale cantante Thebon. Arrestato nel 2002 per possesso di stupefacenti, nel 2004 è ritornato nei Mayhem al posto di Maniac.